# Aleksander Hałat
Aleksander Zenon Hałat (ur. 28 listopada 1936 w Radomsku, zm. 23 listopada 2022) – rzeźbiarz, profesor, doktor habilitowany, kierownik Katedry Malarstwa, Rysunku i Rzeźby Akademii Sztuk Pięknych w Łodzi.

## Życiorys
Hałat urodził się w 1936 w Radomsku. W latach 1955–1961 studiował Państwowej Wyższej Szkole Sztuk Plastycznych w Łodzi. W 1961 został wykładowcą na uczelni, a w 1991 kierownikiem Katedry Malarstwa, Rysunku i Rzeźby na Wydziale Grafiki i Malarstwa. Był profesorem Akademii Sztuk Pięknych im. Władysława Strzemińskiego w Łodzi – prowadził Pracownię Rzeźby, posiadał stopień doktora habilitowanego.
Był członkiem grup artystycznych takich jak: „Nowa Linia” (1961–1963), „Konkret” (1970–1972). W ramach drugiej z nich uczestniczył w wystawach autorskich, happeningach.

### Życie prywatne
Jego żoną była malarka Roma Hałat. Został pochowany na cmentarzu świętego Rocha na Radogoszczu w Łodzi.

## Twórczość
Twórczość Hałata to przede wszystkim rzeźby i instalacje, które tworzy w cyklach. Jego dzieła wypełniają znaki, symbole i cytaty z dzieł sztuki dawnej. Artysta tworzy formy proste. Jego dzieła stanowią filozoficzną refleksję nad problemami poznania i istnienia. Prace artysty wystawiane był na 11 wystawach indywidualnych oraz około 100 wystawach okręgowych, ogólnopolskich i międzynarodowych.

## Odznaczenia
- Srebrny Medal „Zasłużony Kulturze Gloria Artis” (2007)[6]

## Nagrody
- Nagroda Ministra Kultury i Sztuki (2-krotnie)[2]